# دوره ادو در فرهنگ عامه
دوره ادو در فرهنگ عامه

## فیلم‌ها
- آراگامی
- آزومی
- آزومی ۲: مرگ یا عشق
- چوشینگورا: هانا نو ماکی، یوکی نو ماکی
- دایماجین سه‌گانه
- تیغ هانزو سری
- هاراکیری (فیلم ۱۹۶۲)
- شمشیر پنهان
- بکش!
- افسانه هشت سامورایی
- گرگ تنها و توله
- یاجی و کیتا: زائران نیمه شب
- وقتی آخرین شمشیر کشیده می‌شود
- ریش‌قرمز
- سامورایی قاتل
- شورش سامورایی
- جاسوس سامورایی
- سه‌گانه سامورایی
- شین سن گومی (فیلم ۱۹۶۹)
- شمشیر ناامیدی
- شمشیر عذاب
- شمشیر دیو
- سانجورو
- هفت سامورایی
- شوگون قاتل
- سامورایی گرگ‌ومیش
- چهل و هفت رونین (فیلم ۱۹۴۱)
- وقتی آخرین شمشیر کشیده می‌شود
- یوجیمبو
- زاتوایچی